# سیامودون
سیامودون (نام علمی: Siamodon nimngami) نام یک گونه از راسته پرنده‌کفلان است.